# Amberd
Amberd (in armeno Ամբերդ?; fino al 1978 Franganots e Frankanots) è un comune dell'Armenia di 1 386 abitanti (2010) della provincia di Armavir. La chiesa del paese, dedicata a Tovmas Arakeal (Tommaso apostolo), risale al XII secolo.